# Брюханов, Альберт Леонидович
Альберт Леонидович Брюханов (1924—1989) — генерал-майор Советской Армии, участник Великой Отечественной войны, учёный в области ракетной техники, кандидат военных наук.

## Биография

Могила Брюханова на Кунцевском кладбище Москвы.

Альберт Леонидович Брюханов родился 25 июня 1924 года в селе Ертарка (ныне — Тугулымский городской округ Свердловской области). В 1941 году был призван на службу в Рабоче-Крестьянскую Красную Армию. С июня 1942 года — на фронтах Великой Отечественной войны, воевал в должности командира огневого взвода 1479-го армейского зенитно-артиллерийского полка.
После окончания войны Брюханов продолжил службу в Советской Армии. В 1953 году он окончил Военную артиллерийскую академию имени Ф. Э. Дзержинского (командно-штабная специальность зенитной артиллерии), в 1963 году — Военную академию Генерального штаба Вооружённых Сил СССР (с отличием). С марта 1975 года занимал должность заместителя начальника научно-исследовательского отдела № 3 Научно-исследовательского института дальней радиосвязи. Активно занимался научной работой в области ракетной техники, руководил разработками аппаратного комплекса для исследования электронных характеристик ракетного следа в прямой видимости, в 1968 году защитил кандидатскую диссертацию.
В августе 1978 года в звании генерал-майора Брюханов вышел в отставку. Проживал в Москве. Умер 11 апреля 1989 года, похоронен на Кунцевском кладбище Москвы.
Был награждён орденами Отечественной войны 1-й и 2-й степеней, орденом Трудового Красного Знамени, двумя орденами Красной Звезды, многими медалями, а также египетским орденом Республики 1-й степени.